# Varese (1901)
El Varese fue un crucero acorazado de la Clase Giuseppe Garibaldi que navegó bajo pabellón de la Regia Marina. 

## Construcción
El buque fue construido en los astilleros de Orlando de Livorno, Italia. Fue iniciado en 1898, botado el 6 de agosto de 1899 y alistado en 1901 en la Regia Marina.

## Historia operacional
El Varese participó en la guerra de Libia y en la Primera Guerra Mundial.
Desde 1920 hasta 1922, fue empleado como buque escuela para los cadetes de la Academia Navale. Lo relevó en esta labor su gemelo, el crucero acorazado Francesco Ferruccio, que sirvió como buque escuela hasta 1929 y la entrada en servicio de los grandes veleros escuela Amerigo Vespucci y Cristoforo Colombo. 
El 4 de enero de 1923, que sufrió daños y fue retirado.